# Отто Полльманн
Отто Франц Полльманн (нім. Otto Franz Pollmann; 3 березня 1915 — 28 лютого 1958) — німецький офіцер, капітан-лейтенант резерву крігсмаріне, корветтен-капітан бундесмаріне. Найрезультативніший мисливець за підводними човнами в Другій світовій війни: потопив 14 ворожих човнів. Кавалер Лицарського хреста Залізного хреста з дубовим листям.

## Біографія
Після закінчення школи вступив на торговий флот. 1 квітня 1939 року записався у ВМФ і спеціалістом з радіозв'язку був призначений на ескадрений міноносець «Берндт фон Арнім». На початку Другої світової війни плавав на кораблях 12-ї флотилії мисливців за підводними човнами. На початку 1943 року призначений командиром мисливця за підводними човнами UJ-2210, який діяв в Середземному морі. В березні 1944 року корабель Полльманна був потоплений підводним човном противника і він отримав новий корабель UJ-2223. В кінці 1944 року призначений командиром 11-ї флотилії мисливців за підводними човнами на Балтиці. У самому кінці війни Полльманн був призначений командиром роти батальйону «Еммерманн», який здійснював охорону Фленсбурзького уряду. В 1955 році вступив в бундесмаріне.

## Звання
- Радист-єфрейтор (1 квітня 1939)
- Радист-оберєфрейтор (1 квітня 1940)
- Матрос-оберєфрейтор і кандидат в офіцери резерву (1 травня 1941)
- Штурман-мат резерву (1 вересня 1941)
- Штурман резерву (1 листопада 1941)
- Оберштурман резерву (1 грудня 1941)
- Лейтенант-цур-зее резерву (1 вересня 1942)
- Оберлейтенант-цур-зее резерву (1 січня 1944)
- Капітан-лейтенант резерву (1 березня 1945)
- Корветтен-капітан (1 липня 1956)

## Нагороди
- Залізний хрест
  - 2-го класу (22 травня 1940)
  - 1-го класу (3 березня 1943)
- Нагрудний знак мінних тральщиків (23 листопада 1940)
- Нагрудний знак «За поранення» в чорному (17 липня 1942)
- Лицарський хрест Залізного хреста з дубовим листям
  - лицарський хрест (19 травня 1943) — за 5 потоплених човнів.
  - дубове листя (№461; 25 квітня 1944) — за 14 потоплених човнів.
- Двічі відзначений у Вермахтберіхт
  - «Лейтенант-цур-зее резерву Полльманн, командир мисливця за підводними човнами, знищив свій десятий ворожий підводний човен у Середземному морі.» (24 січня 1944)
  - «Оберлейтенант-цур-зее резерву Полльманн, командир мисливця за підводними човнами, знищив свій дванадцятий ворожий підводний човен у Середземному морі.» (9 травня 1944)
- Німецький хрест в золот (26 січня 1944) — за 10 потоплених човнів.